# Instituto Tecnológico y de Estudios Superiores de Monterrey, Campus Ciudad Juárez
El Instituto Tecnológico de Estudios Superiores de Monterrey, Campus Ciudad Juárez es uno de los campus del Instituto Tecnológico y de Estudios Superiores de Monterrey. Está ubicado en Ciudad Juárez, Chihuahua (México).

## Historia
Constituyéndose como el único campus del ITESM situado en la frontera de México con los Estados Unidos, el Campus Ciudad Juárez nació auspiciado por Estudios Superiores e Investigación de Juárez, A. C., y comenzó a funcionar el 8 de agosto de 1983, impartiendo estudios de preparatoria a 108 alumnos.
Actualmente la institución ofrece 3 semestres de las carreras de negocios e ingeniería, así como estudios de nivel bachillerato, secundaria y maestrías vía satélite. La población total del campus supera los 800 alumnos y alumnas.

## Oferta académica

### Secundaria
HighPoint International School

### Preparatoria
Programa bicultural

Programa multicultural

### Profesional
Tres semestres de las carreras en el área de negocios e ingeniería